# 腐败螺旋菌目
腐败螺旋菌目（学名：Saprospirales）为腐败螺旋菌纲的唯一一个目。此目的模式属为腐败螺旋菌属(Saprospira)。

## 科
- 赖文氏菌科 Lewinellaceae Hahnke et al. 2017
- 腐败螺旋菌科 Saprospiraceae Krieg et al. 2012